# Música da Rússia
A música da Rússia é uma das mais importantes e antigas do mundo, tendo produzido obras e nomes entre os mais importantes da cultura universal há pelo menos 200 anos. Destacam-se principalmente as composições eruditas e peças para balé de Piotr Ilitch Tchaikovski e do Grupo dos Cinco (Rússia) (Mussorgsky, César Cui, Rimsky-Korsakov, Balakirev e Borodin), pioneiros da música contemporânea como Stravinski, Prokofiev, Rakhmaninov e Shostakovitch.

## História

### Origens e desenvolvimento até o romantismo
A música russa foi desenvolvida com base em três tradições fundamentais, condizentes com os povos que formaram o estado russo: as tradições dos eslavos, a mitologia escandinava e as tradições do Império Romano Oriental, sendo esta última a mais influente. Os elementos nórdicos se fizeram mais presentes no buylini, uma variação da canção de gesta cantada em acompanhamento ao guzli. Contatos com as culturas italiana, alemã e húngara também tiveram sua parcela de influência na composição da música russa.
No século XII, a produção musical russa sofreu um baque quando o bispo Cyril Turovsky ajudou a promulgar proibições contra a atividade musical, atribuindo-a a uma manifestação do inferno. A partir daí, os músicos outrora patrocinados pela corte ou se tornaram animadores públicos em suas cidades ou então partiram para as províncias mais distantes e continuaram contribuindo para a música folclórica. Esse processo de descentralização contribuiu para que a música folclórica russa enriquecesse, e explica também por que elementos das terras do sul russo podem ser encontrados no norte.
Desse momento até o século XVI, a Igreja dominou as artes. Então sob o reinado de Pedro I da Rússia, a Rússia passou por um processo de ocidentalização que afetou a música; muitos profissionais europeus, especialmente italianos (ex: Francesco Araja), migraram para o país, onde produziram diversas obras.
O reinado de Catarina, a Grande, contudo, promoveu uma guinada no sentido inverso. Ela assumiu o trono num momento em que os músicos locais começaram a reagir às influências estrangeiras. Sendo ela uma divulgadora do nacionalismo russo, Catarina estimulou esse movimento, que levou ao nascimento de inúmeras óperas nacionais produzidas por compositores importantes como Dmitry Bortniansky. A safra italiana que permaneceu na Rússia, por sua vez, acabou incorporando elementos locais em suas obras.

### Nacionalismo russo
O nacionalismo na Rússia nasce e se desenvolve ao longo do século XVIII num contexto em que as influências estrangeiras colidiam com a predileção dos compositores daquela época por sons locais. Contudo, nesse início, a música folclórica ainda era vista com certo desdém. Um exemplo foi a primeira ópera de Mikhail Glinka, Ivan Sussanin, produzida em 1836, que foi recebida sob comentários do tipo "o cocheiro nas ruas canta esse tipo de coisa".
O período entre o auge de Tchaikovski e o surgimento de Stravinsky é marcado pelo processo de maturação da música local, no sentido de que os compositores jovens eram estudantes de conservatórios visando uma carreira profissional na música em vez de autodidatas apaixonados.
Naquela altura, duas escolas principais lideravam a atividade musical do país: a escola de Moscou, liderada por Tchaikovski e ocidentalizada, e a escola de São Petesburgo, liderada por Nikolai Rimsky-Korsakov e nacionalista. Como ambos os compositores eram amigos, uma ponte foi estabelecida entre as duas vertentes. É neste período (segunda metade do século XIX e primeira metade do século XX que surgiram e/ou viveram nomes importantes como Alexander Glazunov, Sergei Rachmaninoff, Alexander Scriabin, Anatoli Liadov, Alexander Arensky, Vladimir Rebikoff, Serge Ivanovich Taneyev e Serguei Prokofiev.

### Música soviética
A Revolução Bolchevique de 1917 instaurou a União Soviética, transformando o Império Russo numa confederação de repúblicas socialistas que abrangeu estados como a Ucrânia e a Armênia - nesta última, nasceu Aram Khachaturian, cuja carreira se desenvolveu inteiramente com seu país sob domínio soviético. A adoção do realismo socialista como estética oficial influenciou todas as gerações de músicos do século XX. Compositores como Serguei Serguêievitch Prokofiev, Dmítri Shostakovitch e Ígor Stravinski foram forçados a se adequar ao novo estilo.
A visão estatal da música arrefeceu produções originais da Rússia, mas a música nacional ainda assim viveu um período de produção considerado bem frutífero, tendo como expoentes os compositores Lev Knipper e Dmitri Shostakovitch.
O Hino Nacional da União Soviética, composto em 1944 por Serguei Mikhalkov, marcou fortemente um estilo grandioso e emocional na música, que influenciou as demais repúblicas socialistas da esfera de influência soviética, e até a China e a Coreia do Norte. As interpretações do Coral do Exército Vermelho são provavelmente as mais representativas dessa estética.
A sigla VIA designava "conjuntos instrumentais e vocais" e era o prefixo comum na designação oficial dos vários grupos musicais socialistas, muitos dos quais faziam canções patrióticas ou de propaganda. O conjunto Samotsvety foi um dos mais populares nos anos 1970 e 1980 na URSS, principalmente com a canção Moi Adres Soviétski Soiuz ("Meu endereço é a União Soviética"). O cantor folclórico Vladímir Vissótski também, além de Leonid Utiossov, Alla Pugacheva e Piotr Leschenko/Lisounenko.
A Perestroika, instaurada a partir de 1985, ajudou a impulsionar ritmos mais semelhantes aos estilos ocidentais, como o rock e o rap com bandas e artistas como DDT, Alisa, Nautilus Pompilius e Kino.

## Gêneros

### Música folclórica
Um som muito distinto da música folclórica russa é a balalaica, instrumento de cordas com sonoridade característica. As canções Kalinka, Katiusha, Poliushka Poliê e Suliko são algumas das que compõem o repertório tradicional deste gênero.
A música folclórica russa tem suas origens nos festivais pagãos agrícolas, sendo o ciclo iniciado na primeira noite após o solstício de inverno; este elemento pagão permaneceu proeminente mesmo após a disseminação do cristianismo, a ponto de as autoridades religiosas verem-se forçadas a fazer o calendário de festividades cristãs coincidir com as pagãs.
A música era parte também de ritos como cerimônias de casamento; 21 canções vocais precediam as núpcias, que eram julgadas de acordo com o padrão de qualidade dessas apresentações.
Devido à vastidão do território russo, a música folclórica local se tornou bastante diversa, bebendo muito de fontes orientais. Com efeito, há registros de passagens de mercadores persas e armênios em regiões longínquas como a Novogárdia, e esses viajantes, bem como outros oriundos de outras terras orientais, deixaram suas influências na música russa.

### Música erudita
A Rússia deu ao mundo diversos dos maiores compositores de música erudita da História. Entre eles, destacam-se Sergei Rachmaninoff, Mikhail Glinka, Aleksandr Scriabin, Dmitriy Borisovich Kabalevskiy, Ivan Vishnogradsky e Aram Khachaturian (embora de origem armênia), todos com obras extremamente divulgadas e até hoje eternizadas em filmes e na cultura de massa, além de regularmente incluídas em programas de orquestras e teatros do mundo todo.
Alguns dos balés e peças isoladas mais importantes são Zolushka ou Cinderela (1893), Petrushka, A Sagração da Primavera, e O Pássaro de Fogo (1910), além dos de Tchaikovski (ver abaixo). O coreógrafo Serguei Diaghilev e a companhia Ballets Russes tiveram grande importância na difusão da música erudita russa.
A ópera russa surgiu a partir de elementos da opéra-comique francesa e das ópera séria e ópera-bufa italianas misturadas com notáveis toques nativos. tendo ela sempre muita ênfase no refrão.
Além dos compositores, a Rússia manteve uma fortíssima tradição sinfônica na interpretação, tendo orquestras e regentes de primeiro nível na música mundial. Os maestros Evgeny Mravinsky, Vladimir Ashkenazy, Yuri Simonov e Vladimir Ziva são alguns dos mais renomados em suas categorias. Eles lideraram orquestras como a Orquestra Sinfônica de Moscou.

#### Tchaikovski
Piotr Ilitch Tchaikovski é provavelmente o maior compositor da história da música russa e um dos maiores do mundo. Compositor de obras universalmente conhecidas como os balés O Quebra-Nozes, O Lago dos Cisnes e A Bela Adormecida, a Abertura 1812 e o Concerto para piano e orquestra Nº 1,  revolucionou a música pós-romântica na Europa e deixou marcada a tradição musical ocidental.

#### Grupo dos Cinco (Rússia)
O Grupo dos Cinco (Rússia), como ficou conhecido um conjunto de compositores da virada do século XIX para o XX na Rússia, tentou restaurar a cultura tradicional das raízes da música russa e divulgá-la etm formas modernas. Modest Mussórgski, César Cui, Nikolai Rímski-Korsakov, Mily Balakirev e Aleksandr Borodin foram os seus integrantes.

### Pop russo

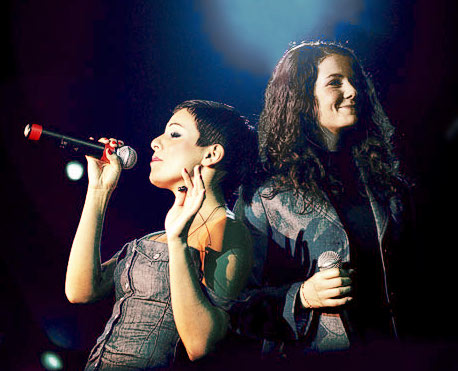
t.A.T.u.

Atualmente, a música pop russa continua produzindo artistas de destaque, tanto "para exportação" quanto para consumo interno. Os estilos que predominam no início do século XXI são uma forte influência de batidas electrónicas com referências tradicionais. Entre grupos e artistas das novas gerações pós-soviéticas estão Alsu, Zemfira, Zveri, Plazma, Dima Bilan, Linda, Camille & The Band e Akvarium. A dupla de adolescentes t.A.T.u. fez sucesso internacional entre 2000 e 2003 ao simularem uma relação lésbica assumida, depois revelada apenas como jogada de marketing.

### Rock
Os meados dos anos 1990 levaram a uma decadência do rock russo, por causa de problemas econômicos, mudanças na mentalidade da sociedade e reorientação da mídia. Ainda assim, sobrevivem várias bandas de rock populares, como sexo , Splean e diversas que começaram ainda nos anos 80, como DDT, Aria, Picnick e Banana Islands.
- Heavy Metal: Enquanto Aria e seu desmembramenro Kipelov ainda são as mais populares, com novas bandas preferindo o Power Metal (Catharsis, Epidemy), Metal Progressivo (Orgia Pravednikov, Mechanical Poet), Pagan Metal (Butterfly Temple, Temnozor, Arkona).
- A cena alternativa surgiu com bandas como Amatory, Psiheja, 7000$, Jane Air, Stigmata.
- Bandas de folk rock são Melnitsa, Zoloto, Pelagija mais recentemente.
- Pop/Rock: t.A.T.u.,
- Death Metal: Mortem, Hieronimus Bosch(musician), Hatecraft
- Crossover de Clássicos: Ariaphonics
- Ska: Distemper, 7 Rasa, Elisium, Leningrad